# Литтл Бастер
Эдвард Джеймс Спайви-Форхенд (англ. Edward James Spivey-Forehand) , известный под псевдонимом Литтл Бастер (англ. Little Buster); 28 сентября 1942, Хертфорд, Северная Каролина, США — 11 мая 2006, Нью-Йорк США) — американский соул и блюзовый гитарист, вокалист и автор песен. Со своей группой Little Buster & the Soul Brothers номинант Blues Music Awards в номинации «Альбом соул-блюза» (1996) .

## Биография
Родился в 1942 году в Херефорде, Северная Каролина в семье парикмахера и домохозяйки. Музыкант родился зрячим, но в трёхлетнем возрасте у него начала развиваться глаукома. К тому времени, когда он окончательно ослеп, он свободно владел шестью музыкальными инструментами, включая гитару. В детстве пел в начальной школе на концертах и в пьесах, а также в баптистской церкви на собранияъ, похоронах и в церкви, зарабатывая немного денег. В 10-летнем возрасте переехал к отцу в Филадельфию, где пытался вылечить глаукому. Перенеся шесть операций, вернулся в Херефорд, где он жил с тётей, его зрение к тому времени почти совсем пропало, и его направили на обучение в школу для слепых в Рори. С 13-летнего возраста пел на улицах со своим другом Мелвином, игравшим на импровизированных барабанах. В 14 лет он ослеп полностью.
В 16-летнем возрасте вместе с Мелвином переехал в Уэстбери на Лонг-Айленде.  Его первое профессиональное выступление состоялось в Brooklyn Paramount, где он выступал как гитарист на рок-н-ролльных шоу Алана Фрида. Заработав немного денег в барах, они смогли купить настоящую ударную установку и пригласить бас-гитариста, после чего они стали популярны в клубах по всему Лонг-Айленду. В начале 1960-х перебрался в Глен-Ков. Изначально прозвище музыканта было Бастер Браун, но такой певец уже был, и поэтому Литтл Бастер взял себе уменьшительное прозвище.
В 1961 году Литтл Бастер сочинил свою первую песню «Looking For a Home» c которой победил в конкурсе талантов в  театре Apollo в Гарлеме в 1964 году. В том же году Josie/Jubilee Records выпустила песню синглом. В течение 1960-х он записал с этой компанией ряд синглов,  включая свой самый большой хит 1967 года: песню «Young Boy Blues» авторства Дока Помуса, который написал её специально для Литтл Бастера. Синглы и несколько новых композиций были собраны для альбома 1970 года Looking For a Home, который однако не был выпущен в назначенное время и лишь в 1997 году был выпущен британским лейблом Sequel.
Вскоре Литтл Бастер сконцентрировался на концертной деятельности со своей группой The Soul Brothers, выступая на местных площадках и исполняя в основном каверы известных песен. К записи он вернулся лишь в середине 1990-х, после поездки в Японию (его пригласили на открытие клуба и он выступал там пять недель) выпустив на Bullseye Blues Records альбом Right On Time. Альбом принёс музыканту известность, был номинирован на Blues Music Awards как лучший альбом соул-блюза и получил второе место в пуле критиков Critics' Award журнала Living Blues. Его оценили как: «Даже фанаты Бастера будут удивлены, когда услышат альбом. Не потому, что Бастер поет с суровой мощью и восторженной самоотдачей, которые намекают на то, как мог бы звучать Отис Реддинг, если бы он прожил достаточно долго, чтобы немного продвинуться в своем голосе; не потому, что он поёт с его перегруженной, но фанковой ритм-гитарой и язвительными, изобретательными соло; и не будет большим шоком услышать, как его квинтет, Soul Brothers, свингует с первоклассной беглостью» .
После этого Литтл Бастер и его группа стала участником престижный фестивалей как в США, так и за границей. Второй альбом Литтл Бастера Work Your Show вышел в 2000 году. В том же году Литтл Бастер основан собственный лейбл звукозаписи, который в 2004 году выпустил концертный альбом Live! Volume One. В 2004 же году у музыканта случилась серия инсультов, и в 2006 году он умер от их последствий и от диабета, оставив после себя жену, трёх дочерей и двух сыновей.
В 2002 году он получил премию Lifetime Achievement Award от Long Island Blues Society за свои достижения в области музыки. В 2006 году он был включен в Зал славы музыки Лонг-Айленда.
Энди Бреслау в аннотации к альбому Right On Time сказал что «Эдвард «Литтл Бастер» Форхенд — невероятно талантливый соул-певец, крутой блюзовый гитарист и талантливый автор песен, обладающий даром создавать ритм-энд-блюзовые песни, вызывающие в памяти классическое звучание 1960-х годов. Будучи одним из величайших неизведанных сокровищ Нью-Йорка, Бастер уже более четырех десятилетий выступает в клубах Лонг-Айленда».

## Дискография

### Синглы
- «Rivers Invitation»/«Lookin' For A Home» — (Jubilee, 1964)
- «You Were Meant For Me»/«I’m So Lonely» — (Jubilee, 1965)
- «I Knew It All The Time»/«T. C. B. (Take Care Of Business)» — (Jubilee, 1965)
- «It’s Loving Time»/«I Got A Good Thing Going» — (Jubilee, 1966)
- «But I Do»/«I’m So Lonely» — (Josie, 1967)
- «Young Boy Blues»/«You Were Meant For Me» — (Josie, 1967)
- «I Think I’m Falling»/«All Night Worker» — (Jubilee 196?)

### Альбомы (Little Buster And The Soul Brothers)
- Right On Time! (Bullseye Blues Records, 1995)
- Looking for Home (Sequel Records (UK), 1997)
- Work Your Show (Fedora Records, 2000)
- Live! Volume One (Little Buster Records, 2004)